# Parc archéologique de Selene
Le parc archéologique de Selene, aussi appelé parc archéologique de la forêt de Seleni, situé dans la commune de Lanusei, dans la région traditionnelle de l'Ogliastra, dans la province de Nuoro, en Sardaigne, en Italie, est un ensemble de sites archéologiques nuragiques accompagnés d'un musée à ciel ouvert,,,. Il comprend notamment un village nuragique du XVe siècle av. J.-C. entourant les restes d'un petit nuraghe et comptant environ 200 fondations de huttes rondes, et deux tombes des géants construites en granite local.

## Situation
Le parc archéologique de Selene est perché au milieu de chênes verts et de chênes rouvres, à 978 mètres d'altitude, surplombant la mer et le village de Lanusei, un très vieux bourg s'étendant sur les crêtes des montagnes du Gennargentu.

## Village nuragique de Gennaccili
Le village nuragique de Gennaccili est situé à 500 mètres au sud-est de la tombe des géants II. Il s'étend autour du nuraghe Gennacili et comprend environ 200 huttes, mais aussi des fortifications et zones funéraires, ainsi que trois puits sacrés. Le nuraghe et les huttes qui l'entourent ont été restaurés. De nombreux vestiges de l'âge du bronze moyen ont été trouvés lors des fouilles du site.
Le parc comprend aussi la fontaine « Su Sambuccu » parmi d'énormes décombres rocheux, un puits sacré sur le plateau granitique, et deux tombes des géants en blocs de granite taillés.

## Tombe des géants I
Les 321 tombes des géants recensées en Sardaigne datent pour la plupart de l'âge du bronze ancien (2200 - 1600 av. J.-C.), qui précède la période de la culture nuragique.
Le tombeau des géants I date de l'âge du bronze moyen (1400 à 1300 av. J.-C.). Il présente une exèdre, salle dotée de sièges ou banc de pierre formant un ensemble monumental, de forme semi-circulaire, composée de 15 pierres, et une chambre autrefois recouverte de deux couches de pierres plates. Il possède un large parvis avec un banc-autel sur la façade. Les fouilles ont livré des vases et des pots avec une impressionnante décoration au peigne.

## Tombe des géants II
Le tombeau des géants II a environ 100 ans de moins mais également une exèdre de 15 pierres. 
Trois pierres perforées, appelées « conci a cappelle », se dressaient devant. De petits baityloi, symbolisant les divinités de la fertilité, étaient placés dans chacun des trois trous des pierres. Le sol de la chambre funéraire est recouvert de dalles de granite. Une autre caractéristique est l'existence de baityloi tombés à côté de la tombe.

## Premier parc archéologique en Sardaigne
L'ensemble des sites nuragiques des hauteurs de Lanusei constitue depuis 2023 un parc archéologique qui permet de mieux connaitre la culture  nuragique grâce à des reconstitutions de l'habitat, des copies d'objets en bronze, ou des maquettes de nuraghes... 